# Думбрава (Гренічешть, Сучава)
Думбрава (рум. Dumbrava) — село у повіті Сучава в Румунії. Входить до складу комуни Гренічешть.

## Розташування
Село знаходиться на відстані 373 км на північ від Бухареста, 20 км на північний захід від Сучави, 133 км на північний захід від Ясс.

## Історія
Давнє українське село Гаврени. За переписом 1900 року в селі було 60 будинків, у яких проживало 275 осіб (191 українець, 68 румунів, 16 німців).

## Населення
За даними перепису населення 2002 року у селі проживали 417 осіб, з них 416 осіб (99,8%) румунів. Усі жителі села рідною мовою назвали румунську.